# Держава Саффаридів
Держава Саффаридів (перс. سلسله صفاریان) — держава в центральній частині Сістану, між сучасними Афганістаном та Іраном у 861—1003 роках.

## Історія
Державу Саффаридів було засновано Якубом ібн Лейсом ас-Саффаром. Первинно він займався розбійницькою діяльністю разом зі своїми родичами. Поступово він захопив контроль над усім Сістанським регіоном, після чого розпочав завойовувати території сучасних Ірану й Афганістану, а також частини Пакистану, Таджикистану й Узбекистану.
Саффариди зробили своєю столицею Зарандж і використовували його як базу для агресивного розширення на схід і на захід. Спочатку вони вторглись до районів, розташованих південніше Гіндукушу в Афганістані, а потім повалили династію Тахіридів, захопивши Хорасан 873 року. Зрештою Якуб задумав завоювати й Багдад. У першому поході він зазнав поразки, а під час другого помер, так і не діставшись Багдада.
Держава Саффаридів існувала упродовж нетривалого часу. Після смерті Якуба трон успадкував його брат Амр. Він налагодив гарні стосунки з халіфом, і той визнав його владу. Одночасно халіф зіштовхнув Амра з Саманідами. 900 року Амр виступив проти Саманідів і зазнав поразки від Ісмаїла, потрапив у полон і був відправлений до халіфа, який наказав його стратити (902). 1002 року Махмуд Газневі завоював Сістан, повалив Халафа й ліквідував державу Саффаридів. Сама династія ще продовжувала своє існування в Сістані, а потім перетворилась на васалів імперії Саманідів та їхніх наступників.

## Правителі держави Саффаридів
| Кунья                          | Ім'я            | Зображення | Титул | Роки життя                     | Початок правління | Кінець правління | Родинні зв'язки          | Примітки                                               |
| ------------------------------ | --------------- | ---------- | ----- | ------------------------------ | ----------------- | ---------------- | ------------------------ | ------------------------------------------------------ |
| Династія Саффаридів (861—1003) |                 |            |       |                                |                   |                  |                          |                                                        |
|                                | Якуб ас-Саффара |            | емір  | 840 — 879                      | 861               | 879              | Син аль-Лейса            | Помер від хвороби                                      |
|                                | Амр             |            | емір  | ? -902                         | 879               | 901              | Син аль-Лейса            | Взятий у полон Саманідами та страчений у Багдаді       |
| Абуль-Хасан                    | Тахір           |            | емір  | ? -?                           | 901               | 908              | Син Мухаммада сина Амра  | Ув'язнений в Багдаді                                   |
|                                | Аль-Лейс        |            | емір  | ? -928                         | 909               | 910              | Син Алі сина аль-Лейса   | Помер з природних причин, під час ув'язнення у Багдаді |
|                                | Мухаммад        |            | емір  | ? -?                           | 910               | 911              | Син Алі сина аль-Лейса   | Ув'язнений в Багдаді                                   |
| Абу Хафс                       | Амр             |            | емір  | 902 -?                         | 912               | 913              | Син Якуба                | Скинутий Саманідами                                    |
| Абу Джафар                     | Ахмад           |            | емір  | 21 червня 906 — 31 березня 963 | 923               | 963              | Син Мухаммада, сина Амра | Убитий                                                 |
| Абу Ахмад                      | Халаф           |            | емір  | Листопад 937 — березень 1009   | 963               | 1003             | Син Ахмада               | Повалений Газневідами, помер у засланні                |